# نظریه فرایند هنجاری‌سازی
نظریه فرایند هنجاری‌سازی (به انگلیسی: Normalization process theory) یا (NPT) از نظریه‌های جامعه‌شناسی در زمینه مطالعات علم و فناوری (STS) است. این نظریه با پذیرش نوآوری‌های فناوری و سازمانی، در اصل با نظام سلامت سروکار دارد، اگرچه از مطالعات جدیدتر این نظریه در ارزیابی شیوه‌های جدید مراقبت‌های اجتماعی نیز استفاده کرده‌اند. و تنظیمات آموزشی این نظریه از مدل فرایند هنجاری‌سازی توسعه یافته‌است.

## منشأ
نظریه فرایند هنجاری‌سازی که با پیاده‌سازی، تعبیه و ادغام فناوری‌های جدید و نوآوری‌های سازمانی سروکار دارد، در اصل از مجموعه‌ای از کارگاه‌های آموزشی ایجاد شد و شامل تعداد زیادی از افراد از جمله کارل آر. می (زاده ۱۹۶۱) جامعه‌شناس بریتانیایی، تریسی ال. فینچ، الیزابت موری، آن راجرز، کاترین پوپ، آن کندی، پائولین آونگ، و دیگران. این نظریه از یک برنامه نظریه‌سازی در ماه مه و طیف وسیعی از دانشگاهیان از علوم اجتماعی کاربردی تا پزشکی پدیدار شد.
با سه تکرار، این نظریه بر مدل فرایند هنجاری‌سازی که پیشترا توسط کارل آر. می و همکاران توسعه داده شده بود، ساخته شده‌است.
برای توضیح فرآیندهای اجتماعی که منجر به تعبیه معمول فناوری‌های نوآورانه سلامت می‌شود.

## محتوا
نظریه فرایند هنجاری‌سازی توجه را بر مشارکت‌های عاملی متمرکز می‌کند - کارهایی که افراد و گروه‌ها برای عملیاتی کردن شیوه‌های جدید یا اصلاح شده تمرین در تعامل با عناصر پویا محیط خود انجام می‌دهند. این پیاده‌سازی، تعبیه و یکپارچه‌سازی را به عنوان فرایندی تعریف می‌کند که زمانی رخ می‌دهد که شرکت‌کنندگان عمداً دنباله‌ای از رویدادها را آغاز کرده و به دنبال حفظ آن هستند که آن را عملیاتی می‌کند. پویایی فرایندهای پیاده‌سازی پیچیده‌است ولی فرایند هنجاری‌سازی درک را با تمرکز بر مکانیسم‌هایی که شرکت کنندگان از طریق آن سرمایه‌گذاری می‌کنند و در آنها مشارکت می‌کنند، تسهیل می‌کند.
این کار نشان می‌دهد «کارهایی را که بازیگران هنگام درگیر شدن با مجموعه‌ای از فعالیت‌ها انجام می‌دهند (که ممکن است شامل شیوه‌های جدید یا تغییر یافته تفکر، عمل و سازمان‌دهی باشد) و به این وسیله به‌طور معمول در ماتریس‌های از پیش موجود و دارای الگوهای اجتماعی دانش و کارکرد قرار می‌گیرد.» اینها اشیا، عوامل و زمینه‌ها را کاوش کرده‌اند. می و همکارانش در مقاله‌ای که تحت یک مجوز مشترکات خلاق منتشر شد، توضیح می‌دهند که چگونه از سال ۲۰۰۶، NPT سه بار تکرار شده‌است.

### اشیاء
نخستین تکرار این نظریه توجه را بر رابطه بین ویژگی‌های یک مداخله پیچیده مراقبت‌های بهداشتی و اقدام جمعی کاربران آن متمرکز کرد. در اینجا، مشارکت عوامل در رابطه متقابل با قابلیت ظهوری که در اشیاء پیدا می‌کنند - مجموعه اعمال رفتاری و شناختی - انجام می‌شود. این قابلیت‌های اجتماعی - مادی توسط امکانات و محدودیت‌های ارائه‌شده توسط اشیا، و میزانی که می‌توان آن‌ها را در زمان بسیج شدن در عمل قابل اجرا و ادغام کرد، کنترل می‌شود.

### نمایندگان
دومین تکرار نظریه مبتنی بر تحلیل کنش جمعی است و نشان می‌دهد چگونه با مکانیسم‌هایی مرتبط است که از طریق آن افراد فعالیت‌های خود را معنادار کرده و تعهداتی را برای آنها ایجاد می‌کنند. اینجا، سرمایه‌گذاری‌های ساختاری اجتماعی و منابع شناختی اجتماعی به عنوان کمک‌های اضطراری به کنش اجتماعی از طریق مجموعه‌ای از مکانیسم‌های مولد بیان می‌شوند:
- انسجام: آنچه مردم برای درک اشیا، عاملیت و زمینه‌ها انجام می‌دهند؛
- مشارکت شناختی: آنچه افراد برای شروع و ثبت‌نام در ارائه مجموعه‌ای از شیوه‌ها انجام می‌دهند؛
- کنش جمعی: آنچه مردم برای اجرای آن شیوه‌ها انجام می‌دهند؛
- نظارت بازتابی: آنچه مردم برای ارزیابی پیامدهای مشارکت خود انجام می‌دهند.

این ساختارها هسته اصلی نظریه هستند و پایه و اساس خرید تحلیلی آن را در عمل فراهم می‌سازند.

### زمینه‌ها
سومین تکرار نظریه، تجزیه و تحلیل مشارکت‌های عاملی را با ارائه گزارشی از منابع ساختاری و شناختی مرکزی توسعه داد که عوامل در هنگام انجام عمل از آنها استفاده می‌کنند. در اینجا، عناصر پویا زمینه‌های اجتماعی توسط عوامل به عنوان ظرفیت تجربه می‌شود (منابع ساختاری اجتماعی از جمله منابع اطلاعاتی و مادی و هنجارها و نقش‌های اجتماعی که در اختیار دارند) و پتانسیل (منابع شناختی اجتماعی از جمله دانش و باورها و نیات فردی و تعهدات مشترک که آنها در اختیار دارند). این منابع زمانی توسط عوامل بسیج می‌شوند که در مجموعه اقداماتی سرمایه‌گذاری می‌کنند که هدف اجرا هستند.

## موقعیت در نظریه جامعه‌شناسی
نظریه فرایند هنجاری‌سازی به عنوان یک نظریه برد متوسط در نظر گرفته می‌شود که در «چرخش به مادیت» در STS قرار دارد؛ بنابراین به خوبی با رویکرد مطالعه موردی برای پژوهش‌های تجربی مورد استفاده در STS مطابقت دارد. همچنین به نظر می‌رسد جایگزین ساده‌ای برای نظریه شبکه کنشگر باشد زیرا بر عاملیت کنشگران غیرانسانی اصرار ندارد و به جای توصیف، به دنبال تبیین است. با این حال، از آنجایی که نظریه فرایند هنجاری‌سازی مجموعه‌ای از مکانیسم‌های مولد را مشخص می‌کند که پژوهش‌های تجربی نشان داده‌است که با پیاده‌سازی و ادغام فناوری‌های جدید مرتبط هستند، می‌توان از آن در مطالعات ساختاری و تطبیقی مقیاس بزرگتر نیز استفاده کرد. اگرچه با رویکرد تفسیری قوم‌نگاری و سایر روش‌های پژوهش کیفی همخوانی دارد، همچنین به بررسی سیستماتیک و روش‌های پژوهش پیمایشی. به عنوان یک نظریه برد متوسط، می‌توان آن را با نظریه‌های دیگر برای توضیح پدیده‌های تجربی ترکیب کرد. با نظریه‌های انتقال و سازماندهی نوآوری‌ها، به ویژه نظریه انتشار نوآوریها، نظریه فرایند کار و با نظریه‌های روان شناختی از جمله نظریه رفتار برنامه‌ریزی شده و نظریه یادگیری اجتماعی سازگار است.